# Wereldkampioenschappen freestyleskiën
De wereldkampioenschappen freestyleskiën zijn tweejaarlijkse kampioenschappen voor freestyleskiërs. De wereldkampioenschappen bestaan sinds 1986, en worden door de FIS georganiseerd.
Sinds de editie van 2005 bestaat het programma van de WK uit de disciplines aerials, moguls, dual moguls, halfpipe en skicross.

## Edities
| Editie  | Plaats                   | Plaats           |
| ------- | ------------------------ | ---------------- |
| WK 1986 | Tignes                   | Frankrijk        |
| WK 1988 | Calgary                  | Canada           |
| WK 1989 | Oberjoch (Bad Hindelang) | Duitsland        |
| WK 1991 | Lake Placid              | Verenigde Staten |
| WK 1993 | Altenmarkt im Pongau     | Oostenrijk       |
| WK 1995 | La Clusaz                | Frankrijk        |
| WK 1997 | Nagano                   | Japan            |
| WK 1999 | Meiringen                | Zwitserland      |
| WK 2001 | Whistler                 | Canada           |
| WK 2003 | Deer Valley              | Verenigde Staten |
| WK 2005 | Ruka                     | Finland          |
| WK 2007 | Madonna di Campiglio     | Italië           |
| WK 2009 | Inawashiro (Yama)        | Japan            |
| WK 2011 | Deer Valley              | Verenigde Staten |
| WK 2013 | Voss                     | Noorwegen        |
| WK 2015 | Kreischberg              | Oostenrijk       |
| WK 2017 | Sierra Nevada            | Spanje           |
| WK 2019 | Deer Valley              | Verenigde Staten |

## Wereldkampioenen
1986 ·
1988 ·
1989 ·
1991 ·
1993 ·
1995 ·
1997 ·
1999 ·
2001 ·
2003 ·
2005 ·
2007 ·
2009 ·
2011 ·
2013 ·
2015 ·
2017 ·
2019 ·
2021 ·
2023
Lijst van wereldkampioenen freestyleskiën
Alpineskiën ·
Biatlon ·
Bobsleeën ·
Curling (mannen/vrouwen/gemengd/gemengddubbel) ·
Freestyleskiën ·
IJshockey ·
Kunstschaatsen ·
Langlaufen ·
Noordse combinatie ·
Rodelen ·
Schaatsen (allround mannen/allround vrouwen/sprint mannen/sprint vrouwen/afstanden mannen/afstanden vrouwen) ·
Schansspringen ·
Shorttrack ·
Skeleton ·
Snowboarden